# Gilbert Génébrard

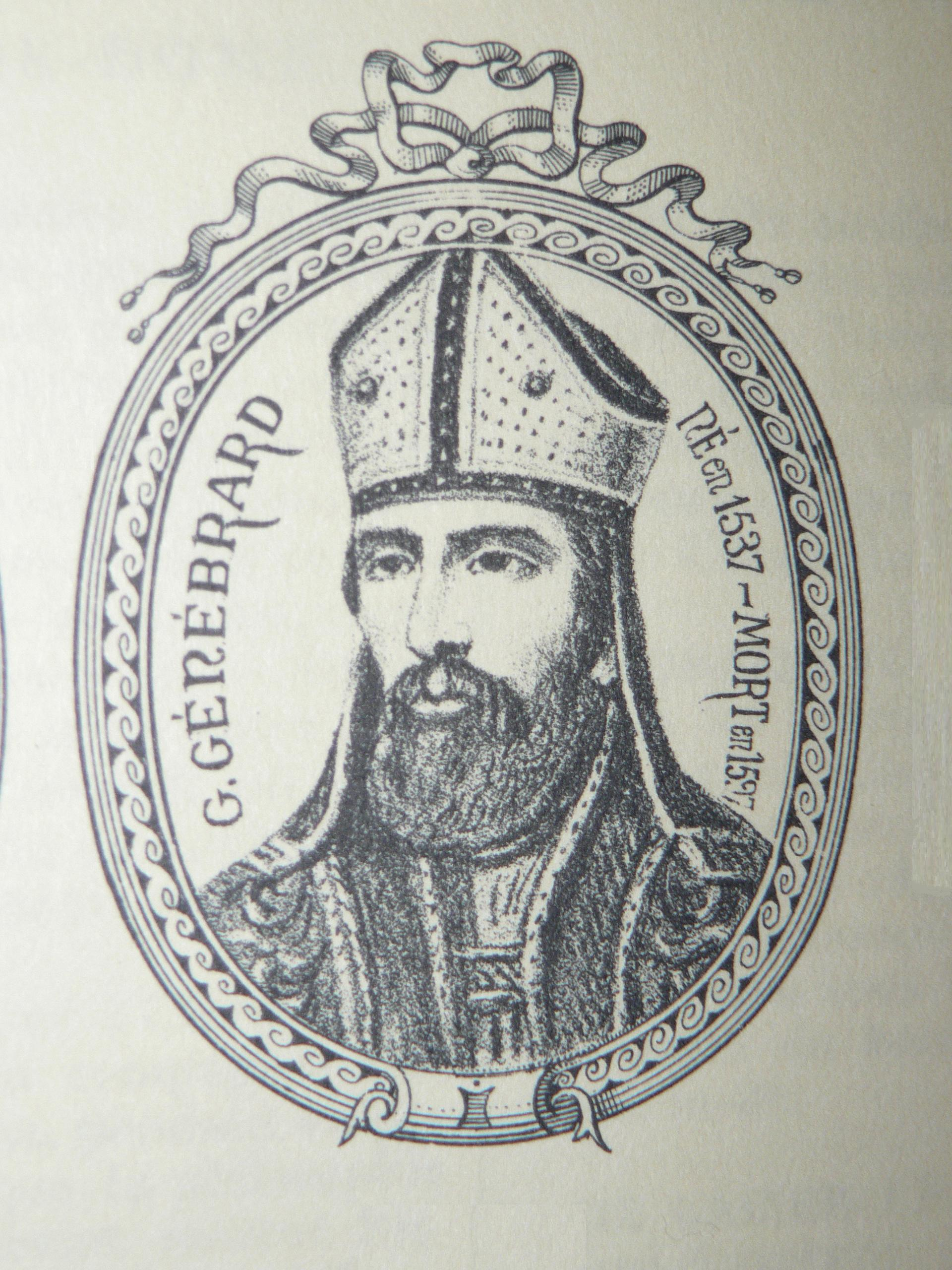
Gilbert Génébrard

Gilbert Génébrard (Riom, Puy-de-Dôme, 12 de dezembro de 1535 - Semur, Côte-d'Or, 16 de fevereiro de 1597) foi um exegeta e orientalista beneditino francês.

## Biografia
Em sua juventude, ele entrou no mosteiro Cluniaco de Mauzac perto de Riom, depois continuou seus estudos no mosteiro de Saint-Allyre em Clermont, e os completou no Collège de Navarre em Paris, onde obteve seu doutorado em teologia em 1562. No ano seguinte foi nomeado professor de hebraico e exegese no Collège Royal e ao mesmo tempo ocupou o cargo de prior em Saint-Denis de La Chartre, em Paris.
Ele se tornou conhecido como um dos professores mais educados da universidade e por suas numerosas e eruditas obras exegéticas tornou-se famoso em toda a Europa. Entre seus alunos no Collège Royal estava São Francisco de Sales, que sempre considerou uma honra ter Génebrard como professor. 
Por volta de 1578 foi para Roma, onde foi recebido com honra por Sisto V e teve uma relação estreita com Allen, Baronio, Bosio, famosos estudiosos eclesiásticos. Ao retornar à França em 1588, ele se tornou um dos principais apoiadores da Santa Liga. Em 10 de maio de 1591 foi nomeado arcebispo de Aix por Gregório XIII, mas aceitou essa dignidade apenas por ordem explícita do Papa.
Ele foi consagrado pelo arcebispo Beaton de Glasgow em 10 de abril de 1592. Como arcebispo, ele foi um defensor zeloso da Santa Liga, mesmo depois que Henrique IV se reconciliou com a Igreja em julho de 1593. O novo rei, no entanto, tornou-se mais popular a cada dia e conquistou a aprovação da maioria dos católicos. Génébrard percebeu que mais oposição seria inútil e, em 15 de novembro de 1593, fez um ato de submissão ao rei.  Isso, entretanto, não impediu que o Parlamento provençal o proibisse em 26 de setembro de 1596. Por um breve período ele permaneceu em Avignon, mas tendo sido autorizado pelo rei a retornar, retirou-se para o convento de Semur, que manteve in commendam.

## Trabalho
Génébrard traduziu muitos escritos rabínicos para o latim, escreveu um dos melhores comentários sobre os Salmos: "Psalmi Davidis, vulgata editione, calendário hebraico, syro, graeco, latino, hymnis, argumentis et commentariis, etc. instructi" (Paris, 1577); ele é o autor de "De Sancta Trinitate" (Paris, 1569); "Joel Propheta cum chaldæa paraphrasi et commentariis", etc. (Paris, 1563); "Chronographiae libri IV" (Paris 1580) e várias outras obras. Ele também editou a edição crítica das obras de Orígenes (Paris, 1574).

## Publicações principais

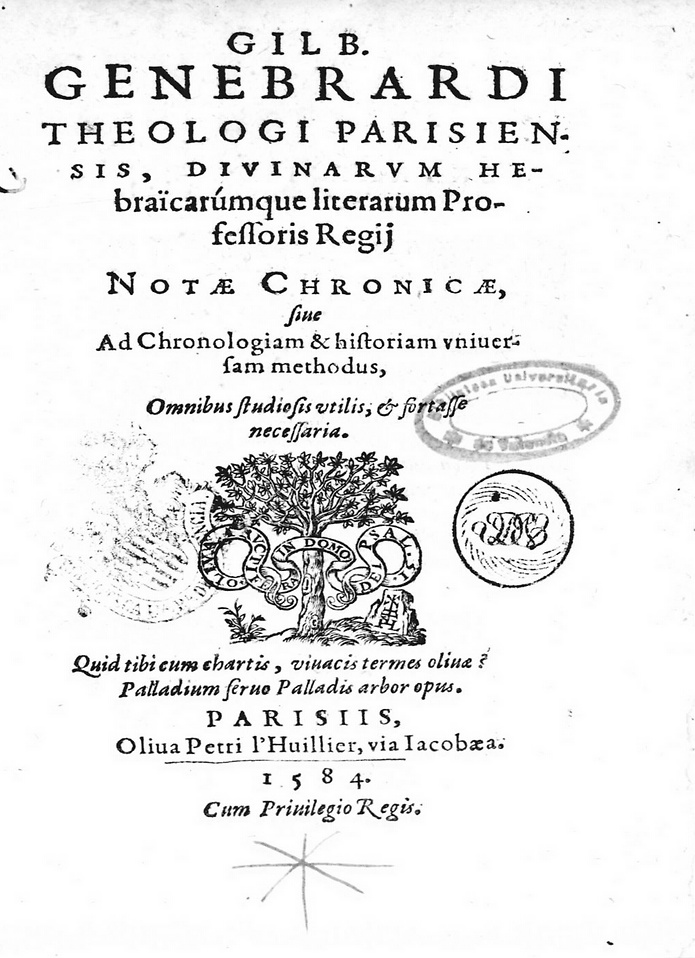
Capa original da Notae Chronicae de Gilbert Génébrard (1584)

### Escritos teológicos
- Chronologie sacrée;
- Génébrard, Gilbert (1587). Psalmi Davidis vulgata editione, calendario hebraeo, syro, graeco, latino, hymnis, argumentis, et commentariis, etc. instructi (em latim). [S.l.]: Huillier
- Génébrard, Gilbert (1569). De Sancta Trinitate (em latim). [S.l.]: ex officina Petri Lollii
- Génébrard, Gilbert (1599). Chronographiae libri IV (em latim). [S.l.]: apud Ioannem Philehotte

### Escritos polêmicos
- Traité pour soutenir les élections des évêques par le clergé et par le peuple contre a nomeação do roi ;
- De sacrarum voteum jure ad ecclesiæ romanæ integrationem (Paris, 1592), obra que lhe custou o exílio em Semur-en-Auxois.

### Traduções do hebraico
- Génébrard, Gilbert (1559). Εἰσαγωγή ad legenda Rabbinorum commentaria (em latim). [S.l.]: apud M. Juvenem
- Hebraicum alphabetum, (1564);
- Joel Propheta cum chaldæa paraphrasi et commentariis (Paris, 1563).

### Traduções do grego
- Histoire de Fl. Joseph, sacrificateur hébreux, reveuë et corrigée sur le grec, illustrée de chronologie, figures, annotations et tables tant des chapitres, que des principales matières. Par D.-Gilbl. Genebrard, docteur en théologie de Paris (em dois volumes, Parigi, 1574).